# Luigi di Borbone-Francia (1682-1712)
Luigi di Borbone, Duca di Borgogna (Versailles, 16 agosto 1682 – Marly-le-Roi, 18 febbraio 1712), figlio di Maria Anna di Baviera e di Luigi, il Gran Delfino, nipote del re di Francia Luigi XIV e suo erede al trono, ereditò alla morte del padre il titolo di Delfino, ma morì l'anno dopo di morbillo.

## Biografia
Il duca di Borgogna nacque il 16 agosto 1682 alla reggia di Versailles. Ebbe come tutore Fénelon, futuro arcivescovo di Cambrai, e crebbe come un uomo di grande cultura e devozione. Dal 1702 fu ammesso dal nonno, il re Luigi XIV, al Consiglio di Stato e fu iniziato ai segreti di stato riguardanti la religione, la diplomazia e la guerra. Riportò dei successi nelle campagne in Germania (1701), in Fiandra (1702), sul Reno (1703) e si distinse all'assedio di Brisach con il maresciallo Vauban, ma nelle prove sostenute durante la campagna di Fiandra del 1708 subì dei rovesci, in particolare fu esiziale per l'esercito francese il suo contrasto con il luogotenente generale Luigi Giuseppe, duca di Vendôme, a Oudenaarde, ove l'11 luglio 1708 i francesi furono duramente sconfitti dalle truppe imperiali al comando congiunto di Eugenio di Savoia e di John Churchill, I duca di Marlborough.
Sotto l'influenza del cosiddetto Parti dévot (Partito dei devoti), era contornato da una cerchia di persone conosciuta come la "fazione di Borgogna", costituita soprattutto dal suo anziano precettore Fénelon, dal duca di Beauvillier, dal duca di Chevreuse (genero di Colbert) e dal Saint-Simon. Questi aristocratici di rango elevato erano dei riformatori, che auspicavano il ritorno a una monarchia meno assolutista, ove consigli e organi di potere intermedi fra il re e il popolo, costituiti da aristocratici e non più da borghesi come quelli nominati da Luigi XIV, assistessero il re nell'esercizio del governo. C'era in questo l'ideale utopico di una monarchia controllata dall'aristocrazia, considerata anche rappresentativa del popolo, e decentralizzata, con larghi poteri alle province: era la politica che egli avrebbe cercato di attuare se fosse divenuto re.

## Matrimonio e figli
Luigi sposò, dapprima per procura a Torino il 15 settembre 1696, e di persona a Versailles il 7 dicembre 1697, Maria Adelaide di Savoia (1685-1712), figlia di Vittorio Amedeo II di Savoia e di Anna Maria di Borbone-Orléans. Da lei ebbe tre figli, tutti maschi, due dei quali morirono bambini:
- Luigi, duca di Bretagna (1704-1705);
- Luigi, duca di Bretagna (1707-1712);
- Luigi, duca d'Angiò (1710-1774), il futuro re Luigi XV, che succederà al bisnonno.

## Ascendenza
|                                |                           |                               | Genitori                    |  |  | Nonni |  |  | Bisnonni              |  |  | Trisnonni            |  |
|                                |                           |                               |                             |  |  |       |  |  | Luigi XIII di Francia |  |  | Enrico IV di Francia |  |
|                                |                           |                               |                             |  |  |       |  |  | Luigi XIII di Francia |  |  | Enrico IV di Francia |  |
|                                |                           | Maria de' Medici              |                             |  |  |       |  |  | Luigi XIII di Francia |  |  |                      |  |
| Luigi XIV di Francia           |                           |                               |                             |  |  |       |  |  | Luigi XIII di Francia |  |  |                      |  |
|                                |                           | Anna d'Asburgo                | Filippo III di Spagna       |  |  |       |  |  |                       |  |  |                      |  |
|                                |                           | Anna d'Asburgo                | Filippo III di Spagna       |  |  |       |  |  |                       |  |  |                      |  |
|                                |                           | Anna d'Asburgo                | Margherita d'Austria-Stiria |  |  |       |  |  |                       |  |  |                      |  |
| Luigi, il Gran Delfino         |                           | Anna d'Asburgo                |                             |  |  |       |  |  |                       |  |  |                      |  |
|                                |                           | Filippo IV di Spagna          | Filippo III di Spagna       |  |  |       |  |  |                       |  |  |                      |  |
|                                |                           | Filippo IV di Spagna          | Filippo III di Spagna       |  |  |       |  |  |                       |  |  |                      |  |
|                                |                           | Filippo IV di Spagna          | Margherita d'Austria-Stiria |  |  |       |  |  |                       |  |  |                      |  |
| Maria Teresa d'Asburgo         |                           | Filippo IV di Spagna          |                             |  |  |       |  |  |                       |  |  |                      |  |
|                                |                           | Elisabetta di Borbone-Francia | Enrico IV di Francia        |  |  |       |  |  |                       |  |  |                      |  |
|                                |                           | Elisabetta di Borbone-Francia | Enrico IV di Francia        |  |  |       |  |  |                       |  |  |                      |  |
|                                |                           | Elisabetta di Borbone-Francia | Maria de' Medici            |  |  |       |  |  |                       |  |  |                      |  |
| Luigi di Borbone-Francia       |                           | Elisabetta di Borbone-Francia |                             |  |  |       |  |  |                       |  |  |                      |  |
|                                | Massimiliano I di Baviera | Guglielmo V di Baviera        |                             |  |  |       |  |  |                       |  |  |                      |  |
|                                | Massimiliano I di Baviera | Guglielmo V di Baviera        |                             |  |  |       |  |  |                       |  |  |                      |  |
|                                | Massimiliano I di Baviera | Renata di Lorena              |                             |  |  |       |  |  |                       |  |  |                      |  |
| Ferdinando Maria di Baviera    | Massimiliano I di Baviera |                               |                             |  |  |       |  |  |                       |  |  |                      |  |
|                                |                           | Maria Anna d'Asburgo          | Ferdinando II d'Asburgo     |  |  |       |  |  |                       |  |  |                      |  |
|                                |                           | Maria Anna d'Asburgo          | Ferdinando II d'Asburgo     |  |  |       |  |  |                       |  |  |                      |  |
|                                |                           | Maria Anna d'Asburgo          | Maria Anna di Baviera       |  |  |       |  |  |                       |  |  |                      |  |
| Maria Anna Vittoria di Baviera |                           | Maria Anna d'Asburgo          |                             |  |  |       |  |  |                       |  |  |                      |  |
|                                |                           | Vittorio Amedeo I di Savoia   | Carlo Emanuele I di Savoia  |  |  |       |  |  |                       |  |  |                      |  |
|                                |                           | Vittorio Amedeo I di Savoia   | Carlo Emanuele I di Savoia  |  |  |       |  |  |                       |  |  |                      |  |
|                                |                           | Vittorio Amedeo I di Savoia   | Caterina Michela d'Asburgo  |  |  |       |  |  |                       |  |  |                      |  |
| Enrichetta Adelaide di Savoia  |                           | Vittorio Amedeo I di Savoia   |                             |  |  |       |  |  |                       |  |  |                      |  |
|                                |                           | Cristina di Borbone-Francia   | Enrico IV di Francia        |  |  |       |  |  |                       |  |  |                      |  |
|                                |                           | Cristina di Borbone-Francia   | Enrico IV di Francia        |  |  |       |  |  |                       |  |  |                      |  |
|                                |                           | Cristina di Borbone-Francia   | Maria de' Medici            |  |  |       |  |  |                       |  |  |                      |  |
|                                |                           | Cristina di Borbone-Francia   |                             |  |  |       |  |  |                       |  |  |                      |  |

## Opere

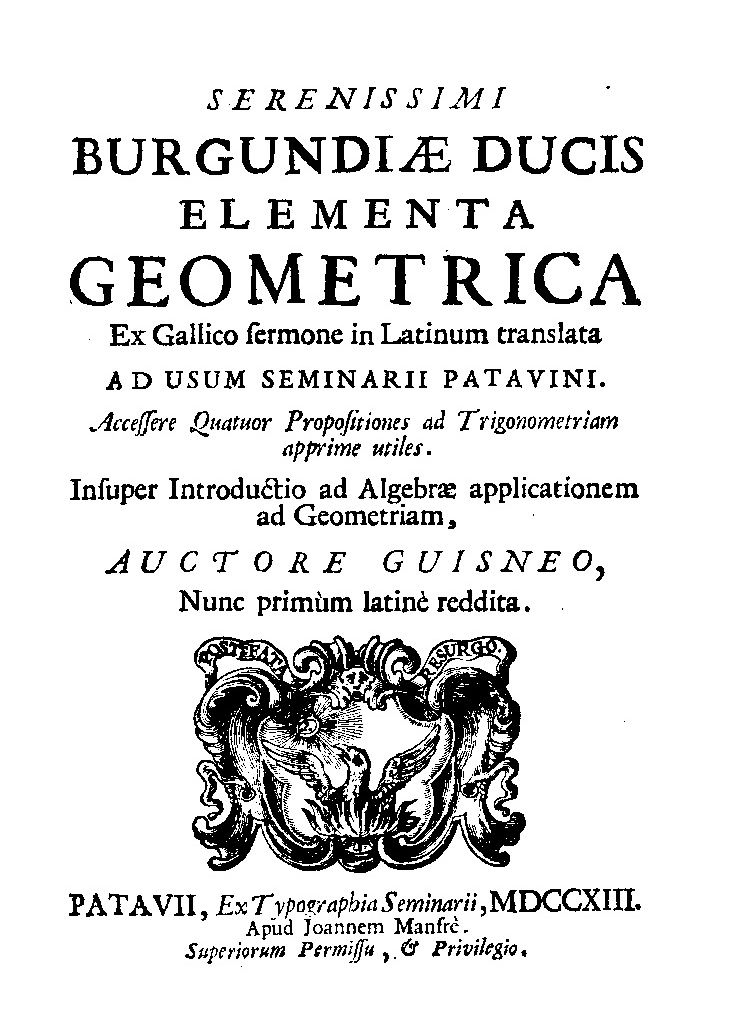
Éléments de géométrie, 1713

- (LA) Éléments de géométrie de Monseigneur le duc de Bourgogne, Patavii, Giovanni Manfrè, 1713.